# Hockey Club Fassa Falcons
L'Hockey Club Fassa Falcons, precedentemente Hockey Club Canazei, Sportiva Hockey Club Fassa, Hockey Club Val di Fassa, e Hockey Club Fassa, è una squadra di hockey su ghiaccio di Canazei, in Val di Fassa.

## Storia
La società fu fondata nel 1955, col nome di H.C. Canazei. Ha esordito nel massimo campionato nel 1985. Nel 1987 ha ospitato nel suo palazzo del ghiaccio i mondiali di gruppo B, mentre nel 1994, insieme a Milano e Bolzano ha ospitato i mondiali maggiori.
La stagione 88-89 vede la squadra disputare una storica finale scudetto, dopo una regular season conclusa al quinto posto i ladini guidati da Lou Vairo e trascinati dai vari David Delfino, Bob Manno, Mustafa Besic, Jan Stopczyk e Martino Soracreppa eliminano in semifinale l'Asiago a sorpresa ma si arrendono successivamente in finale ad un fortissimo Varese che vince per 3-0 la serie al meglio delle 5 gare laureandosi Campione d'Italia.
Nel decennio successivo la squadra disputa la Alpenliga assieme alle altre formazioni italiane ma non riesce ad ottenere risultati di rilievo e bisognerà attendere il nuovo millennio per rivedere i fassani ottenere risultati degni di nota come le due semifinali consecutive disputate nelle stagioni 2002-03 (eliminati dal Milano) e 2003-04 (eliminati dall' Asiago).
In data 15 marzo 2013, dopo 28 anni consecutivi di militanza nel massimo livello del campionato, la società con un comunicato ai tesserati annunciò a sorpresa la chiusura di tutte le attività a decorrere dal 31 marzo 2013; le cause furono da riscontrarsi nella crisi economica nazionale, che ridusse gli introiti delle sponsorizzazioni oltre che un credito, non saldato, con la Provincia di Trento. Tuttavia nel mese di luglio la società grazie all'appoggio dei tifosi e di alcuni sponsor annunciò ufficialmente l'iscrizione nella massima serie anche per la stagione 2013-14. Toccò una peggior sorte ad altre squadre che invece, sempre per problemi economici, non riuscirono ad iscriversi nella Elite.A. Chiuse quella stagione all'ultimo posto, uscendo al primo turno dei playoff senza nemmeno vincere un incontro della serie e con appena 7 partite vinte (di cui una all'overtime) sulle 42 disputate nella stagione regolare. L'anno seguente il Fassa termina invece la stagione al penultimo posto, nonostante l'approdo in serie A di numerose compagini salite dalla A2: solo una di queste matricole infatti (il Caldaro) farà peggio dei fassani. Appena conclusa la stagione a sorpresa la dirigenza fassana comunica di voler rilanciarsi, annunciando addirittura di voler conquistare lo scudetto nel 2017/18. Il primo passo sarà quello legato al cambio di nome (da Hockey Club Fassa a Hockey Club Fassa Falcons), logo (scompare quindi l'aquila e al suo posto vi è il simbolo di un falco) e colori sociali (al tradizionale bianco-azzurro, nella nuova maglia presentata in conferenza stampa, si aggiunge il colore rosso).
Anche la società trentina nella primavera del 2016 è tra i 7 club italiani che aderiscono alla neonata Alps Hockey League.
Dopo una militanza durata 8 stagioni consecutive nella lega transfrontaliera dove il club ha raccolto poche soddisfazioni, la dirigenza nella primavera del 2024 annuncia il suo ritiro dal campionato citando l'esponenziale crescita dei costi nelle ultime stagioni e una diversa visione riguardo allo sviluppo sportivo futuro della lega stessa.

## Rivalità
Le rivalità più sentite sono quelle con le squadre delle valli contigue, vale a dire l'Hockey Club Gardena e l'Hockey Club Fiemme.

## Palaghiaccio
Lo stadio del ghiaccio dell'Hockey Club Fassa è il Gianmario Scola di Alba di Canazei. Il palazzetto del ghiaccio ha una capienza di 3500 posti a sedere e fu costruito a partire dal 1981, tuttavia fu ricoperto da un tetto solo nel 1987. Nel 1994 ospitò quindici incontri del Girone B in occasione del Campionato mondiale di hockey su ghiaccio insieme al Palaonda di Bolzano e al Forum di Milano.

## Palmarès
L'unico campionato vinto dai ladini ad oggi è la Serie B, vinta nella stagione 1984/85.
Il massimo risultato raggiunto dai fassani è la finale scudetto nella stagione 1988-89, persa contro l'A.S. Mastini Varese Hockey. Cinque i terzi posti.

Il Fassa ha inoltre perso la finale di coppa Italia 1998 giocata contro il Courmaosta.

## Colori sociali
I colori sociali sono il bianco e l'azzurro. Nel corso della sua storia recente, il Fassa ha adottato anche leggere variazioni alla maglia, accostando ai tradizionali colori il giallo, il verde (in omaggio ai colori della Ladinia), o il rosso.

## Roster 2024/2025

### Portieri
- 01  Marco Felicetti

### Difensori
- 06  Viktor Näslund
- 26  Stefano Talmon
- 27  Dennis Kustatscher
- 42  Andrea Ploner
- 59  Marco Defrancesco

### Attaccanti
- 02  Francesco Boisio
- 04  Diego Iori
- 07  Igor Cassan
- 11  Nik Trottner
- 19  Alfeo Deluca
- 25  Riccardo Stoffie
- 37  Andrè Vigl
- 57  Alessandro Pezzei
- 67  Patrick Parmesani Abbott
- 72  Sebastiano Rossi
- 78  Francesco Pezzei

### Allenatore
- Luigi Marchetti

## Roster delle stagioni precedenti
2016/2017

### Portieri
- 01  Gianni Scola
- 31  Michele Lazzer
- 55  Marco Lorenz

### Difensori
- 06  Gianluca March
- 08  Neil Manning
- 17  Soel Costantin
- 20  Thomas Dantone
- 26  Marco Marzolini

### Attaccanti
- 09  Massimo Zanet
- 10  Massimo Valeruz
- 11  Simone Olivero
- 14  Davide Schiavone
- 18  Ivan Lauton
- 19  Mattia Bernard
- 33  Cesare Sottsass
- 42  Jari Monferone
- 44  Stefan Della Rovere
- 56  Manuel Da Tos
- 68  Sebastiano Soracreppa
- 71  Geoffrey Walker
- 83  Paolo Bustreo
- 84  Devin DiDiomete
- 93  Martin Castlunger

### Allenatore
- Ron Ivany

## Stranieri del Fassa
| #  | Nazionalità | Giocatori |
| -- | ----------- | --- |
| 78 | Canada      | Mario Cerri, Pierre Aubry, Angelo Maggio, George Cava, Francesco DeSantis, Kim Gellert, Joe Ferras, Dan Gratton, Lloyd Pelletier, Walt Poddubny, Marc West, Shawn Byram, Éric Dandenault, Rod Hinks, Peter Romeo, Chris Palmer, Steve Palmer, John Tucker, Derek Cormier, Christian Sbrocca, Jarret Zukiwsky, Mike Figliomeni, Stéphane Julien, Mike McCourt, Éric Bellerose, Greg Bullock, Domenic DeGiorgio, Dale Junkin, Brian Loney, Evan Marble, Gerald Tallaire, Josh MacNevin, David Del Monte, Kelly Popadynetz, Dan Reja, Doug Sheppard, George Halkidis, Richard Rochefort, Steve Rymsha, Adam Spylo, Mark Cadotte, Briane Thompson, Matt Turek, Sylvain Deschâtelets, Bobby Russell, Jeremy Van Hoof, Greg Barber, Jarad Bourassa, Dominic D'Amour, Terry Harrison, Chris Ovington, Greg Watson, Francis Caisse, Jean Desrochers, Jeff Paul, Scott Reynolds, Brad Bonello, Steven Crampton, Gerome Giudice, Luciano Lomanno, Matt MacDonald, Aaron Power, Jean-François Caudron, Frank Doyle, Brad Smyth, Marty Wilford, Carlo DiRienzo, Trevor Kell, Matt Piva, Brad Snetsinger, Jamie VanderVeeken, Ryan O'Marra, Mark Lee, Jason Lepine, Stefan Della Rovere, Devin DiDiomete, Neil Manning, Geoff Walker |
| 18 | Svezia      | Thom Eklund, Stefan Nyman, Mattias Cederlund, Thomas Manhoff, Mathias Bosson, Jörgen Eriksson, Fredrik Näsvall, Erik Björklund, Peter Carlsson, Anders Torgersson, Fredrik Jensen, Johan Molin, Johan Silfwerplatz, John Wikström, Martin Wiita, Fredrik Davidsson, Johan Burlin, Filip Björk |
| 15 | Rep. Ceca   | Vladimir Jerabek, Arnold Kadlec, Zdenek Pata, Petr Rosol, Jan Bohac, Ladislav Benysek, Jan Nemecek, Marek Chvatal, Robert Schnabel, David Turon, Mario Cartelli, Petr Kalus, Jan Novák, Jakub Šindel, Michal Jeslínek |
| 14 | Finlandia   | Keijo Kivelä, Kari Heikkilä, Risto Jalo, Janne Kekäläinen, Tommi Kovanen, Juha Viinikainen, Henri Laurila, Mika Suoraniemi, Ville Laine, Kai Tillanen, Sami Ryhänen, Tony Vidgren, Jesse Niinimäki, Mike Vaskivuo |
| 1  | Polonia     | Jan Stopczyk |
| 1  | Slovenia    | Mustafa Bešić |